# رودلف رامك
رودلف رامِك (بالألمانية: Rudolf Ramek) ـ (12 أبريل 1881 ـ 24 يوليو 1941) هو سياسي نمساوي من الحزب الاجتماعي المسيحي، شغل منصب مستشار النمسا بين عامي 1924 و1926.
في عهده صار الشلن سنة 1925 العملة الرسمية للنمسا، بعد أن تعرضت العملة القديمة «الكرونة النمساوية» لفترة من التضخم منذ مطلع عشرينيات القرن العشرين.

## روابط خارجية
- رودلف رامك على موقع مونزينجر (الألمانية)